# 17-я Московская стрелковая дивизия народного ополчения (Москворецкого района)

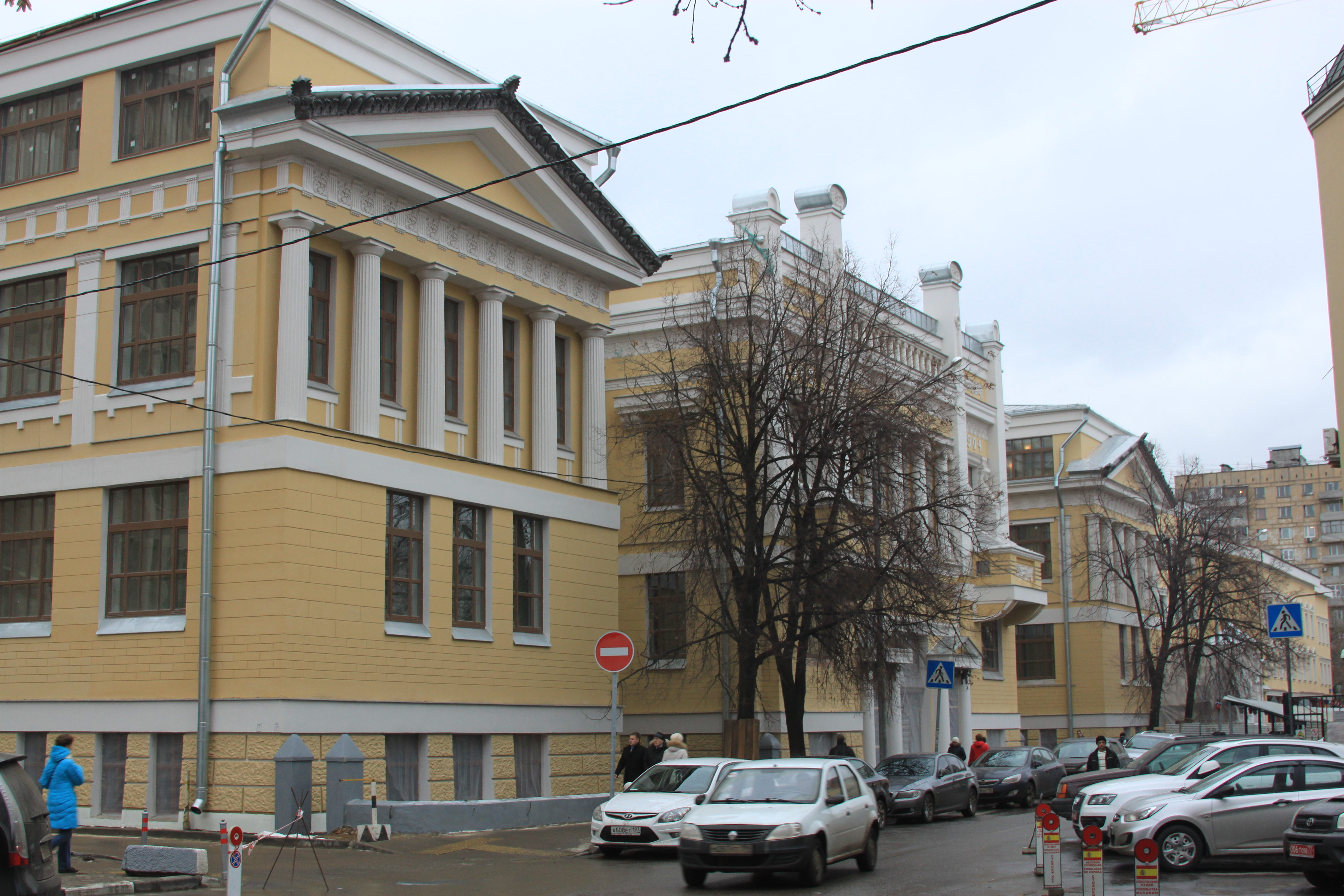
Место формирования дивизии

17-я Московская стрелковая дивизия народного ополчения (Москворецкого района) (17 дНО) — воинское соединение РККА ВС СССР, в Великой Отечественной войне.

## История

### Формирование
Дивизия была сформирована 6.07.1941 года, в Московском институте народного хозяйства имени Плеханова, по адресу Стремянный переулок, дом. 28. В дивизию вступили добровольцы Москворецкого и Свердловского районов Москвы, а также сотрудники:
- Московского электромеханического завода имени Владимира Ильича — Партийный переулок, дом 1;
- Фабрики кожобъединения (Нижние Котлы)[2];
- Хлопчатобумажной фабрики имени М. В. Фрунзе[3] — Варшавское шоссе, дом 9[3];
- Первой образцовой типографии— ул. Валовая, дом 28[4];
- Фабрики «Гознак» — ул. Павла Андреева, дом 27[5];
- Камвольно-прядильной фабрики имени М. И. Калинина[6][7] — Варшавское шоссе, дом 25а;
- Мебельной фабрики имени Мазевского[8]—Дубиниская улица, дом 68[2];
- Завода «Газоаппарат» — улица Малая Тульская, дом 25[9];
- Завода «Стекломашина» — Загородное шоссе, дом 5[2];
- Института народного хозяйства имени Плеханова — Стремянный переулок, дом. 28.

Всего в народное ополчение Москворецкого района записалось более 7000 добровольцев. Первым командиром стал полковник Московского военного округа, Козлов, Пётр Сергеевич.
Состав дивизии при формировании:
- 1-й стрелковый полк (далее 1312-й) — формировался по адресу Пятницкая улица, дом 70/39;
- 2-й стрелковый полк (далее 1314-й) — формировался по адресу 1-й Казачий переулок, дом 8/11;
- 3-й стрелковый полк (далее 1316-й) — формировался по адресу Большая Серпуховская улица, дом 13, школа № 555;
- 4-й запасной стрелковый полк — формировался по адресу Варшавское шоссе, дом 17;
- 17-й запасной стрелковый полк — был сформирован в г. Казани из жителей Татарской АССР;
- 45-мм и 76-мм отдельные артиллерийские дивизионы;
- отдельная самокатная разведывательная рота (на велосипедах);
- сапёрная рота;
- отдельная рота связи;
- сапёрный батальон;
- медико-санитарный батальон;
- автотракторная рота — 45 машин района формирования;

## Боевой путь[10]
9-го июля дивизия выступает маршем через Калужскую площадь, по Калужскому и Варшавскому шоссе, выступает из Москвы в юго-западном направлении. К вечеру того же дня дивизия достигает полевого лагеря, расположенного в деревнях Летово и Сосенки. В лагере дивизия пополняется добровольцами из Люблинского и Каширского районов Московской области, а также работниками предприятий Павловского Посада.
18-го июля дивизия была переброшена на строительство Можайской линии обороны, в районе Ильинское — Сергеевка.
21-го июля получено оружие, обмундирование, обувь.
31-го июля, после создания Резервного фронта, дивизия в составе 33-й армии, сосредотачивается в районе Спас-Деменска.
1-го августа дивизия занимает позиции юго-западнее Варшавского шоссе по линии Яблоново — Подлесная — Крисилино — Осиновка.
8-го августа у деревни Пальково дивизия получает знамёна и принимает присягу.
26-го августа дивизия была переведена на организацию и штаты сокращённой стрелковой дивизии.
19-го сентября дивизия преобразуется в 17-ю стрелковую дивизию.

## В составе
| Дата              | Фронт (округ)                  | Армия      | Корпус (группа) | Примечания |
| ----------------- | ------------------------------ | ---------- | --------------- | ---------- |
| 6 июля 1941 года  | Московский военный округ (МВО) | —          | —               | —          |
| 31 июля 1941 года | Западный фронт                 | 33-я армия | —               | —          |

## Командиры
- полковник Козлов, Пётр Сергеевич 06.07.1941 — 19.09.1941

## Память

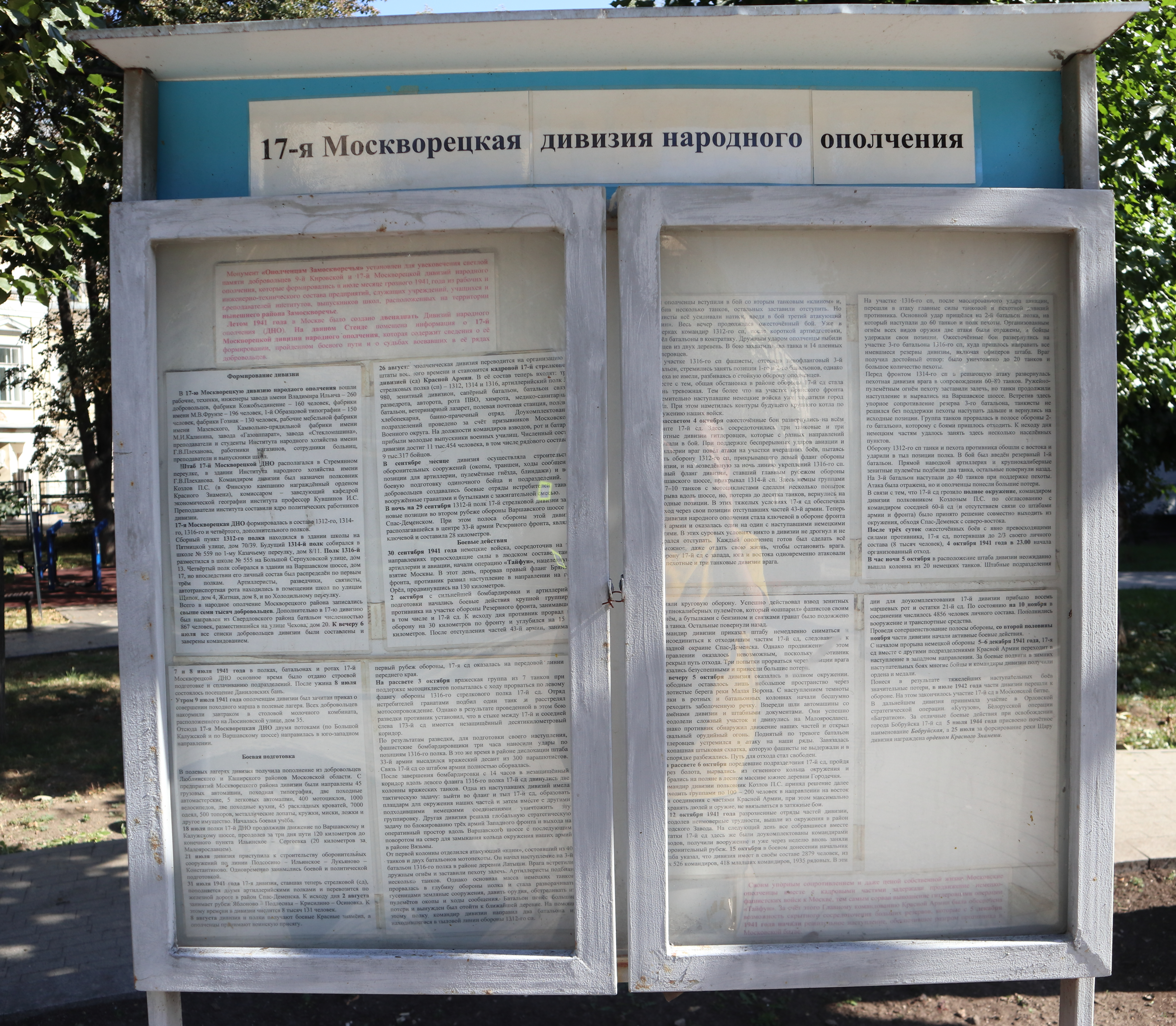
Стенд о 17-й ДНО в сквере Ополченцев Замоскворечья

- Мемориальная доска в Российском экономическом университете имени Г. В. Плеханова, Москва[12] Надпись на доске:Здесь в суровые дни Великой Отечественной воины июль 1941 г. Были сформированы подразделения 17 дивизии народного ополчения Москворецкого района г. Москвы которая за воинскую доблесть. Проявленную в боях с немецко-фашистскими захватчиками была награждена орденом боевого красного знамени и получила почётное наименование Бобруйская стрелковая краснознаменная дивизия
- Мемориальная доска 1-му полку, в здании бывшей школы (в начале 80-х — Моссантехстрой № 4), Пятницкая улица, дом 70/39[13]
- Мемориальная доска 2-му полку 1-й Казачий переулок, дом 8/11, школа № 559 (в начале 80-х — подготовительное отделение Московского педагогического института им. В. И. Ленина)[14]
- Мемориальная доска 3-му полку, Школа № 555, Большая Серпуховская, дом 13[15]
- Улица 17-й стрелковой дивизии в Малоярославце[16]
- В 1980—1989 годах бывшим ополченцам вручался Знак «Народное ополчение Москворецкого района. 17 стрелковая дивизия»[17].
- 2 июня 2022 года Советом депутатов поселения Сосенское Новомосковского административного округа (Новая Москва) было принято решение о присвоении бывшему Проектируемому проезду № 7031 названия улица Летовского Ополчения в честь 17-й Московской стрелковой дивизии Народного Ополчения (Москворецкого района), чей лагерь располагался в деревне Летово[18].